# Melita lagunae
Melita lagunae is een vlokreeftensoort uit de familie van de Melitidae. De wetenschappelijke naam van de soort is voor het eerst geldig gepubliceerd in 1953 door Oliveira.